# 臺灣職籃假球案
臺灣職業籃球假球案，又稱為SBL假球案，是一起在2023年10月爆發的台灣社會案件，十餘位台灣超級籃球聯賽裕隆納智捷隊職員遭到檢警調查起訴，包括聯賽最有價值球員柯旻豪在內的多位球員涉嫌下注、集體打假球以及操弄地下賭盤的結果。

## 背景
第二十季超級籃球聯賽自2022年底開始熱身賽至2023年5月結束，高雄九太科技於2022年5月解散，超級籃球聯賽僅剩下臺灣銀行、裕隆納智捷、台灣啤酒、彰化柏力力四支隊伍參賽。最終該季由裕隆納智捷拿下例行賽與季後賽總冠軍，由裕隆納智捷球員柯旻豪獲得例行賽最有價值球員獎，斑霸獲得決賽最有價值球員獎。
臺灣受政府監管的合法體育博弈平台台灣運動彩券曾經開設超級籃球聯賽的賭盤，不過並未開放涉嫌假球案的第二十季超級籃球聯賽賽事投注，也未開放下注台灣另外兩大職業籃球聯賽T1聯盟與P. LEAGUE+的賽事，因此俗稱「球版」的非法地下籃球賭盤相當盛行。

## 事件經過

### 調查
2023年10月，台灣媒體鏡週刊指控季後轉戰台灣啤酒的前裕隆納智捷的球員吳季穎是涉嫌俗稱「球版」的地下簽賭與打假球才會離開裕隆納智捷，報導指出第二十季超級籃球聯賽有多場比賽的球員行為不合常理。
2023年11月，臺灣士林地方檢察署介入調查並約談十餘名裕隆隊職員，直接涉案球員被裕隆納智捷解約與宣告永不錄用，涉嫌參與下注的他隊球員陳靖寰與羅振峰亦被所屬球團開除。裕隆案於2024年2月2日偵結，共15人被依違反《運動彩券發行條例》第21條的假球詐賭罪、賭博等罪起訴，其中10人為球員，全案移審士林地方法院審理。涉案主謀裕隆納智捷球員柯旻豪羈押235日後，於2024年7月10日交保。
2024年8月，內政部警政署刑事警察局偵六大隊擴大偵查後發現2023年效力彰化伯力力的兩位球員施顏宗與陳奕綸涉嫌簽賭並且配合裕隆隊員放水，由臺灣彰化地方檢察署另案偵辦。柏力力案於2024年12月20日偵結，施顏宗等2人被依違反《運動彩券發行條例》第21條的假球詐賭罪、賭博等罪起訴，全案移由彰化地方法院審理。2025年5月28日，彰化地方法院一審宣判，判處施顏宗有期徒刑1年7月，緩刑3年；判處陳奕綸1年6月，緩刑3年。可上訴。

### 假球手法
自2022年12月27日起至2023年5月21日進行的第二十季超級籃球聯賽，從熱身賽至例行賽期間，吳季穎和柯旻豪等球員透過曾擔任高雄九太科技助理教練的邱姓組頭與地下體育簽賭網站下注簽賭至少十數場賽事，參與球員的打假球手法包括，於比賽時不執行教練指示戰術、以離譜投籃、故意傳球失誤、刻意不傳球、故意遭抄截、或刻意罰球不進、傳球次數遽增、出手時機不合常理、故意運球出界、甚至讓對手輕鬆投籃等方式，操控球隊輸贏方及得分多寡，以爆冷門等內線簽賭的方式獲取高額利潤。

## 涉案人物
| 位置     | 案發所屬球團 | 姓名   | 涉案情形                 | 球團處置          | 起訴、判決狀況                     |
| -------- | ------------ | ------ | ------------------------ | ----------------- | ---------------------------------- |
|          |              | 邱繼緯 | 地下組頭、收買球員       |                   | 一審士林地方法院審理中             |
| 得分後衛 | 裕隆納智捷   | 柯旻豪 | 主謀、內線簽賭、指示假球 | 註銷註冊 永不錄用 | 一審士林地方法院審理中             |
| 控球後衛 | 裕隆納智捷   | 吳季穎 | 主謀、內線簽賭、指示假球 | 註銷註冊 永不錄用 | 一審士林地方法院審理中             |
| 前鋒     | 裕隆納智捷   | 顏聞佐 | 傳遞假球指示、發送酬勞   | 註銷註冊 永不錄用 | 一審士林地方法院審理中             |
| 中鋒     | 裕隆納智捷   | 斑霸   | 否認涉嫌配合假球         | 註銷註冊 永不錄用 | 一審士林地方法院審理中             |
| 前鋒     | 裕隆納智捷   | 周暐宸 | 配合假球、下注           | 註銷註冊 永不錄用 | 一審士林地方法院審理中             |
| 前鋒     | 裕隆納智捷   | 邱忠博 | 配合假球、下注           | 註銷註冊 永不錄用 | 一審士林地方法院審理中             |
| 控球後衛 | 裕隆納智捷   | 黃鉉閔 | 配合假球、下注           | 註銷註冊 永不錄用 | 一審士林地方法院審理中             |
| 後衛     | 裕隆納智捷   | 陳品銓 | 配合假球、下注           | 註銷註冊 永不錄用 | 一審士林地方法院審理中             |
| 後衛     | 裕隆納智捷   | 李其恩 | 配合假球、下注           | 註銷註冊 永不錄用 | 一審士林地方法院審理中             |
| 控球後衛 | 裕隆納智捷   | 吳祐任 | 配合假球、下注           | 註銷註冊 永不錄用 | 一審士林地方法院審理中             |
| 前鋒     | 裕隆納智捷   | 翁嘉鴻 | 配合假球、下注           | 註銷註冊 永不錄用 | 未到案士林地方檢察署通緝中         |
| 前鋒     | 彰化柏力力   | 施顏宗 | 配合假球、內線簽賭       | 註銷註冊 永不錄用 | 一審處有期徒刑1年7月，緩刑3年      |
| 後衛     | 彰化柏力力   | 陳奕綸 | 配合假球、內線簽賭       | 註銷註冊 永不錄用 | 一審處有期徒刑1年6月，緩刑3年      |
| 小前鋒   | 臺南台鋼獵鷹 | 陳靖寰 | 簽賭                     | 註銷註冊          | 新北地方檢察署簽結（查無不法事證） |
| 後衛     | 台啤永豐雲豹 | 羅振峰 | 內線簽賭                 | 註銷註冊 永不錄用 | 無                                 |